# Glândulas uterinas
As glândulas uterinas ou glândulas endometriais são glândulas tubulares, revestidas por epitélio colunar ciliado, encontradas na camada funcional do endométrio que reveste o útero. Sua aparência varia durante o ciclo menstrual. Durante a fase proliferativa, as glândulas uterinas parecem longas devido à secreção de estrogênio pelos ovários. Durante a fase secretora, as glândulas uterinas tornam-se muito enroladas com lumens largos e produzem uma secreção rica em glicogênio. Essa alteração corresponde a um aumento no fluxo sanguíneo para as artérias em espiral devido ao aumento da secreção de progesterona do corpo lúteo. Durante a fase pré-menstrual, a secreção de progesterona diminui à medida que o corpo lúteo degenera, o que resulta em diminuição do fluxo sanguíneo para as artérias espirais. A camada funcional do útero que contém as glândulas torna-se necrótica e, eventualmente, se desprende durante a fase menstrual do ciclo.
São de tamanho pequeno no útero não impregnado, mas logo após a impregnação tornam-se aumentados e alongados, apresentando uma aparência contorcida ou ondulada.

## Função
As glândulas uterinas sintetizam ou transportam e secretam substâncias essenciais para a sobrevivência e desenvolvimento do embrião ou feto e membranas extraembrionárias associadas.
Alguns componentes secretores das glândulas uterinas são absorvidos pelo saco vitelino secundário que reveste a cavidade exocelômica durante a gravidez e podem, assim, auxiliar no fornecimento de nutrição fetal.

## Imagens adicionais

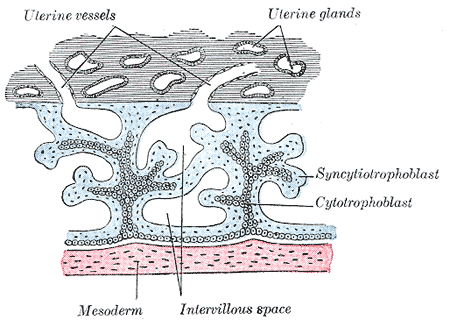
Vilosidades coriônicas primárias. Esquemática.
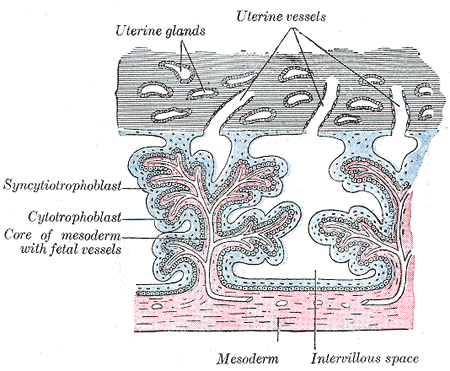
Vilosidades coriônicas secundárias. Esquemática.